# カナダ (戦艦)
| 「アルミランテ･ラトーレ（旧:カナダ）」 | |
| 艦歴                                   | |
| 発注                                   | アームストロング社 |
| 起工                                   | 1911年11月27日 |
| 進水                                   | 1913年11月27日 |
| 購入                                   | 1914年9月9日 |
| 就役                                   | 1915年10月 |
| 売却                                   | 1920年4月 |
| 退役                                   | 1958年10月 |
| 日本で解体                             | 1959年 |
| 性能諸元                               | |
| 排水量                                 | 基準：25,000 トン （1931：28,600トン） 満載：32,000トン |
| 全長                                   | 625 ft (190.5 m) |
| 全幅                                   | 92 ft 6 in (28.2 m) (1931：31.4 m) |
| 吃水                                   | 33 ft 最大 (10.1 m) (1931：8.5 m) |
| 機関                                   | 竣工時：ヤーロー式石炭・重油混焼水管缶21基 +パーソンズ式高圧型直結タービン2基&同低圧型直結タービン2基計4軸推進 1931年時：ヤーロー式重油専焼水管缶21基+パーソンズ式ギヤード・タービン4基4軸推進 |
| 最大出力                               | 37,000 hp |
| 航続性能                               | 10ノット/4,400 海里 |
| 燃料                                   | 石炭：3,300トン 重油：520トン |
| 最大速力                               | 22.75 ノット |
| 兵員                                   | 竣工時：1,160 名 1920時：1,175 名 |
| 兵装                                   | 竣工時 EOC 35.6cm（45口径）連装砲5基 15.2cm（50口径）単装砲16基 76.2cm（45口径）単装高角砲2門 50口径3ポンド（47mm）単装速射砲4基 21インチ水中発射型魚雷発射管4基 1931年時 Mark I 35.6cm（45口径）連装砲5基 Mark XVII 15.2cm（50口径）単装砲12基 10.2cm（45口径）単装高角砲4基 47mm（50口径）単装速射砲4基 20mm機銃4丁 21インチ水中発射型魚雷発射管 4基 |
| 装甲                                   | 舷側：115～229mm（水線部） 甲板：102mm 司令塔：200mm 砲塔：254mm（前盾） バーベット：100～254mm 司令塔：150～279mm |

カナダ (英語: HMS Canada) は、アームストロング社で建造された戦艦。アルミランテ・ラトーレ級戦艦のネームシップ。
外観からしばしばアイアン・デューク級戦艦 (Iron Duke-class battleships) の一隻と見なされるが、アイアン・デュークの主砲は34.3cm砲（45口径13.5インチ砲）に対し、本級は35.6cm砲（45口径14インチ砲）と異なる。
もともとは南アメリカの建艦競争の中でチリがイギリスに超弩級戦艦2隻を発注したことに始まる。本艦は幾度かの改名によりアルミランテ・ラトーレ (Almirante Latorre) となる。
だが完成直前に第一次世界大戦がはじまり、イギリスに買収されてカナダ (HMS Canada) と改名され、イギリス海軍で就役した。本艦はイギリス海軍のグランド・フリートに所属し、ユトランド沖海戦に参加した。
第一次世界大戦終結後、南アメリカにおける強国の勢力均衡 (Balance of power) をとるためにチリ海軍に引き渡され、アルミランテ・ラトーレとして再就役した。1929年（昭和4年）にイギリスで大改装を行い、防御力の改善や機関部の近代化が行われた。1958年（昭和33年）5月に退役後、翌年に日本まで曳航され、その後横須賀で解体された。部品は記念艦「三笠」の修復に用いられた。

## 艦形について

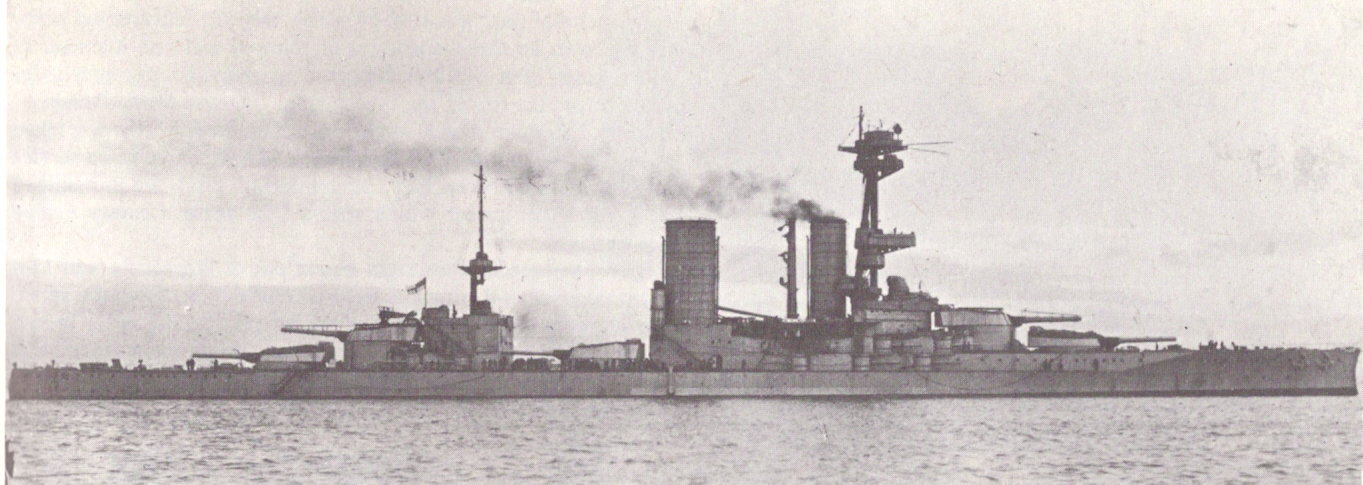
1913年に撮られた本艦

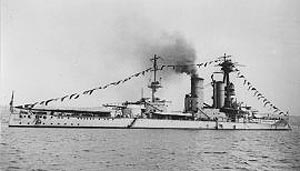
艦尾方向から撮影された本艦。

船体形状はアイアン・デューク級と同じく短船首楼型船体で、艦首形状はこの頃のイギリス式設計の特徴である艦首浮力を稼ぐために水線下部は前方向にせり出した形状となっていた。傾斜のまったくない艦首甲板に35.6cm連装砲塔を背負い式で2基装備し、2番砲塔基部から上方から見て菱形の上部構造物が始まり、甲板一段分上がって三角柱型の艦橋構造を基部として頂上部と中段に見張り所を持つ三脚式の前檣が建っていた。その背後には間隔の狭い2本煙突が立つ。煙突の周りは艦載艇置き場となっており、煙突の間に設置されたジブ・クレーン1基により運用された。2本の煙突は前後で大きさが異なっており、1番煙突の断面は円形だが2番煙突は前後に長い小判型をしていた。2番煙突の背後から中部甲板上に3番主砲塔が後向きに1基、その後ろに後部見張り台と単脚式の後檣が立ち、艦尾甲板上に35.6cm連装砲塔が後ろ向きに背負い式配置で2基が配置された。
船体サイズは主砲に35.6cm（英国式、45口径14インチ砲）を採用したため、アイアン･デューク級よりも船体長を約11.4m伸ばし全長は201mとなった。これは、当時のグランド・フリートの戦艦では最長のエジンコート (HMS Agincourts) の204.7mに次いで長かった。また、船首楼甲板は短くなった代わりに後部甲板の面積は広くなった。完成当時のイギリス海軍の超弩級戦艦の中で本艦は最も全長が長く、均等に配置された主砲塔配置と相まって最も強力かつ見栄えのする戦艦と称された。また14インチ連装砲塔5基10門を備えており、日本海軍の扶桑型戦艦や伊勢型戦艦を彷彿とさせる艦型であった。

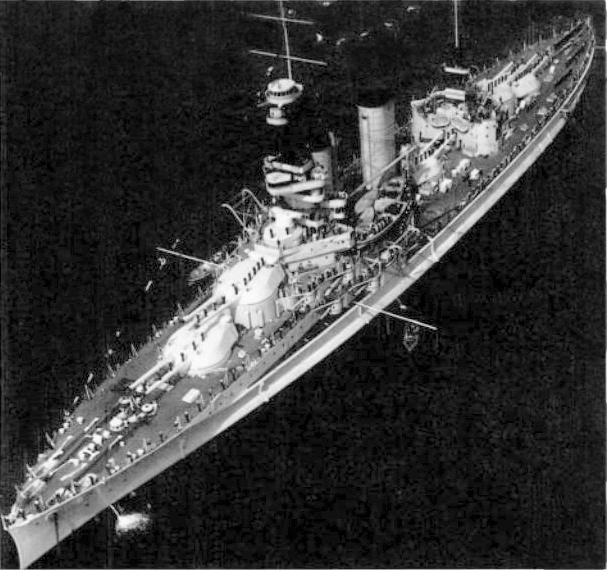
1930年代に上空から撮影された本艦。

本艦は1929年（昭和4年）から1931年（昭和6年）にかけてイギリスのデヴォンポート造船所にて近代化改装を受けた。外観面では水雷防御を強化すべく船体の水線部にバルジを追加したために艦幅は31.4mとなり排水量も常備28,662トン・満載32,800トンへと増加した。
老朽化した機関もボイラーが重油専焼水管缶へ換装されて推進機関もギヤード・タービンとなったが、煙突の本数は変わらなかった。この時に7.6cm速射砲2基を撤去し、対空火器として「10.2cm（45口径）高角砲」を単装砲架で艦橋の側面と後部マストの側面に片舷1基ずつの4基を追加した。
1932年にカタパルト1基とフェアリー III型水上機1基を搭載した。1938年に「ヴィッカーズ 4cm（39口径）単装ポンポン砲」を単装砲架で2基と「オチキス 13.2mm（76口径）機関銃」を単装砲架で2基を追加した。1944年にカタパルトと水上機を撤去し、13.2mm単装機銃4丁を追加した。1950年代に4cmポンポン砲を全てと13.2mm単装機銃全てと53.3cm水中魚雷発射管4門を撤去し、「エリコン 2cm（70口径）機関砲」を単装砲架で19基を搭載し、SG型対空レーダーを装備した。

## 武装

### 主砲

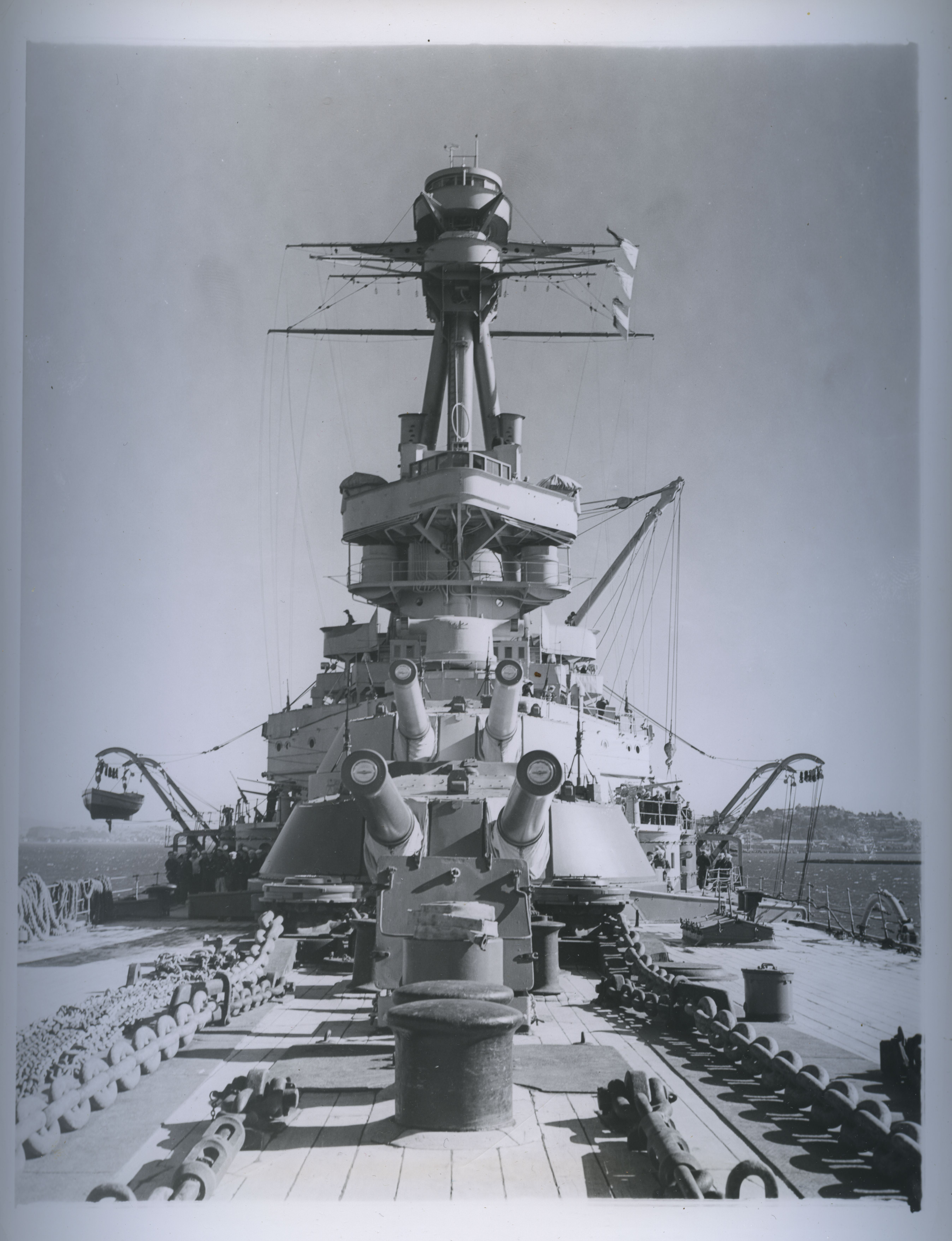
艦首から撮られた本艦。

チリが本級の建造を検討していたとき、イギリスでは45口径13インチ（34.3センチ）砲（連装砲塔5基）を装備した超弩級戦艦のオライオン級戦艦が建造中であった。チリ海軍はさらなる火力を求め、14インチ（35.6センチ）砲の採用に至った。本級の主砲は、新設計の「Mark I 35.6cm（45口径）砲」である。その性能は重量719kgの砲弾を最大仰角20度で22,310mまで届かせることができた。この砲を連装砲塔に収めた。俯仰能力は仰角20度・俯角3度である。旋回角度は1番・2番・4番・5番主砲塔は船体首尾線方向を0度として左右150度の広い旋回角度を持っていたが、2番煙突と後檣基部に囲まれた3番主砲塔のみ艦尾方向を0度として左右15度の死角があった。主砲身の俯仰・砲塔の旋回・砲弾の揚弾・装填は主に水圧で行われ、補助に人力を必要とした。発射速度は毎分2発である。

### 副砲、その他備砲、雷装

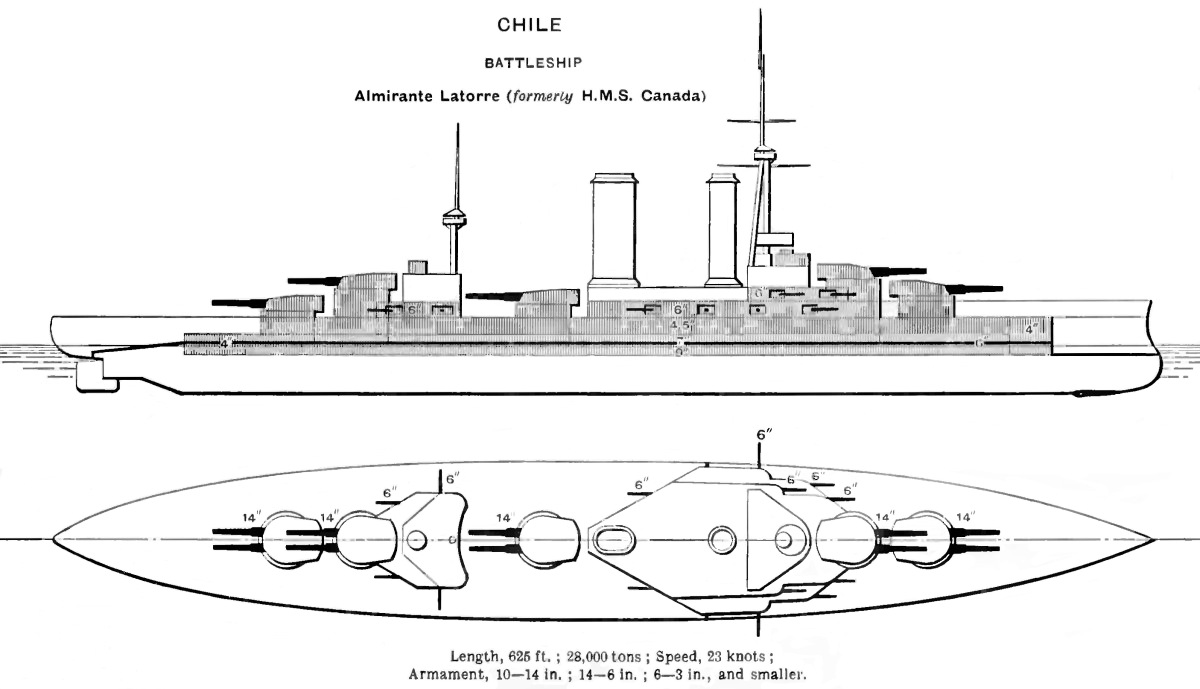
1923年時の本艦の武装配置と装甲配置を示した図。

本艦の副砲は当初の設計では4.7インチ (12cm) 砲22門の予定であったが、火力不足であるとして6インチ (15.2cm) 砲に変更された。当時のイギリス戦艦には6インチ（15.2センチ）砲は搭載されていなかったため、本艦のために新たに「Mark XVII　15.2cm（50口径）砲」が開発された。性能は俯仰能力は仰角15度・俯角7度である。旋回角度は160度の広い旋回角度を持っていた。主砲身の俯仰・旋回・装填は人力を必要とした。発射速度は毎分5～7発である。
これを単装砲架で16基、16門を搭載した。搭載位置は艦橋の左右と船首楼甲板に片舷2基計4基、その下に片舷4基計8基を配置し、後檣の基部に後ろ向きで片舷2基計4基を配置した。しかし、後檣基部の4門は位置が低いために波浪被害もさる事ながら、3番主砲塔の爆風被害を直接受けるため、後に1917年頃に撤去され副砲は12門となった。
その他に陸上からの爆撃機への対応として、「45口径3インチ（76.2mm）高角砲」を後部見張り台の前部に単装砲架で片舷1基ずつ並列配置で計2基を配置した。対水雷艇用に3ポンド（47mm）単装速射砲を4基、21インチ水中魚雷発射管単装4基4門を搭載した。魚雷発射管の配置は、1番砲塔の左右に1門ずつ計2門、5番砲塔基部に左右1門ずつ計2門を配置した。

## 防御
防御方式は当時の主流として全体防御方式を採用しており、艦首甲板半ばから艦尾甲板中部までの舷側全体を覆っていた。1番主砲塔から5番主砲塔にかけての水線部の装甲厚は229mmであった。甲板部の水平防御については、主防御甲板の装甲厚は102mmである。防御能力的にはアイアン・デューク級が舷側305mm装甲を持ち、弩級戦艦のコロッサス級 (Colossus class battleship) でさえ279mm装甲を施されていたことを考えれば、本艦の舷側防御はかなり見劣りがする。反面速力はアイアン・デューク級より優速であり、巡洋戦艦的な性格の艦である。

## 艦歴
20世紀初頭、南アメリカ大陸の強国（アルゼンチン、ブラジル、チリ）では熾烈な建艦競争が繰り広げられていた。まずアルゼンチンがイタリアから装甲巡洋艦4隻を購入してアルゼンチン海軍が優位に立った。
次にブラジルが英国に弩級戦艦のミナス・ジェライス級戦艦 (Minas Geraes-class battleship) 2隻を発注してブラジル海軍が一挙に逆転した。
今度はアルゼンチンがアメリカ合衆国にリバダビア級戦艦 (Rivadavia class battleship) 2隻を発注し、ブラジルに対抗した。
負けじとブラジルは英国に戦艦リオデジャネイロ (Rio de Janeiro) を発注したが途中で売却することになり、紆余曲折の末に戦艦エジンコート (HMS Agincourt) となった。
アルゼンチンとブラジルに取り残されつつあったチリは、逆転のため英国に強力な戦艦を発注する。これが本級2隻である。
当初はチリ海軍によってリベルター (Libertad) として議会に建造が承認されたが、その後発注段階において改名されバルパライソ (Valparaíso) としてアームストロング社に発注された。1911年（明治43年）11月に起工されたが、進水前にフアン・ホセ・ラトーレ提督に敬意を表してアルミランテ・ラトーレ (Almirante Latorre) と改名された。第一次世界大戦勃発時には未完成状態であったが、1914年（大正3年）9月にイギリス政府によって購入され、カナダ (HMS Canada) と改名された。買収資金にイギリス連邦カナダからの献金が利用されたので、艦名に国名を冠したという。
なおイギリス戦艦コロッサス (HMS Colossus) に乗艦していた観戦武官の桜井真清大佐（日本海軍軍人、海兵22期）によれば、1914年10月27日に機雷によって沈没した戦艦オーディシャス (HMS Audacious) の戦死者がゼロだったので「英海軍省は沈没を公表せず、チリから購入した戦艦に全生存者を配備してオーディシャスと命名する。」動きがあったという。だがオーディシャスの沈没は貨客船オリンピック号の乗客に写真撮影されており、世界に露見してしまった。
カナダとしてイギリス海軍に就役した本艦はグランド・フリートの第4戦艦戦隊 (4th Battle Squadron) に所属し、1916年（大正5年）5月31日のユトランド沖海戦にはスターディー提督の指揮下で参加した。
その後は第1戦艦戦隊 (1st Battle Squadron) に所属する。戦後の1919年（大正8年）から1920年（大正9年）8月までデヴォンポート造船所で戦訓に基づき水平防御強化を初めとする近代化改修が行われた。
本艦は改修中の1920年にチリへ売却され、アルミランテ・ラトーレ (Almirante Latorre) の艦名で1921年（大正10年）2月から就役した。なお第一次世界大戦でイギリス政府がアルミランテ・ラトーレを購入した際、姉妹艦のアルミランテ・コクラン (Almirante Cochrane) も同様に購入している。
同艦は建造中に戦艦から航空母艦に改造され、空母イーグル (HMS Eagle) として1920年に就役し、チリ海軍に売却されなかった。
ちなみに当時の南米はアルゼンチンとブラジルが弩級戦艦2隻を保有しており（既述）、チリが超弩級戦艦2隻を保有する事はバランスを崩す可能性があった。結果としてチリ海軍は超弩級戦艦を1隻のみ保有する事となり、軍事バランスが均衡する事になった。
1931年（昭和6年）9月、アルミランテ・ラトーレの乗組員は賃金カットに抗議して反乱に参加した（艦隊の反乱）。その後もチリ海軍での近代化改修によってアルミランテ・ラトーレは1958年（昭和33年）まで現役任務を継続することができた。
アルミランテ・ラトーレは日本の会社に売却される。
1959年（昭和34年）8月26日に曳航されて東京湾に到着した。甘粕産業により、横須賀でスクラップとして廃棄された。本艦は当時最後まで残った第一次世界大戦参加艦の1隻でもあった。本艦の部品は三笠公園に鎮座する戦艦三笠（記念館）が復元される際にチリ政府より寄贈されている。製造した会社が異なり、しかも三笠よりも10年以上後に建造された戦艦であるが、多くの部分で共通点があった。同じイギリス製で比較的年代の近い軍艦だと互換性のある部品や同じ規格の装備が使われているケースが多く、上記の通り、三笠を建造したヴィッカーズ社製の砲台も装備していた時期もあった。

### 注
1. ↑  智利　戰艦アルミランテ・ラトーレ(一九一五年九月竣工)[1]　排水量二八〇〇〇噸、速力二二.七五節。もとヴァルパライソと名づけられてゐたが世界大戰勃發當時英海軍は一時當艦を智利より逆購入してカナダ號と改名したことがある。
2. ↑  アルミランテ・ラトールとも[4]。
3. ↑  リベルター (Libertad)  → バルパライソ (Valparaíso) → アルミランテ・ラトーレ[7]。
4. ↑  姉妹艦アルミランテ・コクレーン (Almirante Cochrane) もイギリスに買収され、航空母艦に改造されてイーグル (HMS Eagle) となった[10]。
5. ↑  同様に、大日本帝国海軍向けに製造したのがヴィッカース45口径14インチ砲である。
6. ↑  アルゼンチン海軍は同級6隻購入予定だったが、2隻を日露戦争のために日本海軍が購入して春日型装甲巡洋艦2隻[22]（春日、日進）となった[23]。
7. ↑  ミナス・ゲラス級2隻（ミナスジェライス、サンパウロ）[25][26]。
8. ↑  リバダビア級戦艦2隻（リバダビア、モレノ）[29][30]。
9. ↑  日露戦争時代、チリはイギリスに前弩級戦艦2隻を発注したが財政難や5月協定締結で断念し、イギリス海軍が買い取ってスウィフトシュア級戦艦 (Swiftsure-class_battleship) 2隻（スウィフトシュア、トライアンフ）として就役、第一次世界大戦に参加した[34]。アルミランテ・ラトーレ級戦艦は、チリ待望の超弩級戦艦であった[35]。
10. ↑  英連邦や植民地からの資金や献金によって艦名が影響された事例には、戦艦マレーヤ（イギリス領マラヤ）、巡洋戦艦オーストラリア（オーストラリア自治領政府、豪州海軍の歴史）、巡洋戦艦ニュージーランド（ニュージーランド自治領政府、新西蘭海軍の歴史）などがある。
11. ↑  備考[37]　前記中Audaciousハ十月二十七日愛蘭土北方ニテ敵ノ機雷ニ触レ沈没セシモ幸ニ乗員ノ全部ヲ救助シ得タルヲ以テ英海軍省ハ之ヲ公表セス、不日竣成スヘキ智理國ヨリ購買セル一戰艦ニ同一ノ各ヲ附シ之ヲ填補セントス。(以下略)
12. ↑  イギリス政府がオーディシャスの沈没を公式発表したのは、1918年11月14日であった。
13. ↑  ジュットランド海戦時の第4戦艦戦隊 (4th Battle Squadron) は、スターディ提督直率の第4戦艦隊 (4th Division)（ベンボウ、ベレロフォン、テレメーア、ヴァンガード）、ダフ提督の第3戦艦隊 (3rd Division)（シュパーブ、ロイヤルオーク、カナダ）によって編成されていた（ユトランド沖海戦、両軍戦闘序列）。
14. ↑  英吉利　航空母艦イーグル(一九二三年竣工)[39]　排水量二二六〇〇噸、速力二四節。もと智利國所属の弩級戰艦アルミランテ・コックレェーン(アルミランテ・ラトーレの姉妹艦)。大戰當時英國政府之を百三十三萬四千三百五十八ポンドを以て購入しテニスン・ダンクール卿の設計に依り航空母艦に改變せるもの。三二年に修理を加ふ。
15. ↑  〔英國〕航空母艦 イーグル[41]　全長667呎　最大幅105呎6吋　平均吃水24呎　排水量22,600噸　速力24節　備砲(6吋―9門 4吋高角―5門)　搭載飛行機數32臺　竣工1924年3月　飛行甲板上の構造物は右艦に偏在さしてある。本艦は舊智利戰艦アルミラント・コクランを改造したものである。
16. ↑  空母イーグルは第二次世界大戦でも活躍したが、マルタ攻囲戦にともなうペデスタル作戦に従事中の1942年（昭和17年）8月11日、U-73の雷撃で沈没した[42][43]。
17. ↑  次代の「アルミランテ・ラトーレ」は、スウェーデン海軍が建造して1947年（昭和22年）12月に竣工したトレ・クロノール級軽巡洋艦のイェータ・レヨン (HMS Göta Lejon) であった[44]。1971年（昭和46年）にチリ海軍へ売却後、アルミランテ・ラトーレ (Almirante Latorre) と改名された[45]。
18. ↑  8月28日、横須賀港外に到着とも[15]。
19. ↑  アルゼンチン海軍のリバダビア級戦艦モレノ（英語版）は[29]、1957年（昭和32年）に日本の徳山で解体された[17]。
20. ↑  敷島型戦艦の三笠はヴィッカース社で建造され、本艦はアームストロング社で建造された。

## 参考図書
- 大内健二「第6章　忘れられた航空母艦／イーグル（EAGLE）」『幻の航空母艦　主力母艦の陰に隠れた異色の艦艇』光人社〈光人社NF文庫〉、2006年12月。ISBN 4-7698-2514-5。
- 「世界の艦船増刊第22集　近代戦艦史」(海人社)
- 「世界の艦船増刊第30集　イギリス戦艦史」(海人社)
- 「世界の艦船増刊第71集　イギリス航空母艦史」(海人社)
- 「世界の艦船増刊第83集　近代戦艦史」(海人社)
- 編集人 木津徹、発行人 石渡長門『世界の艦船　2008.No.685　航空母艦全史』株式会社海人社〈2008年1月号増刊（通算第685号）〉、2008年1月。
- 編集人 木津徹、発行人 石渡長門『世界の艦船　2010.No.718　近代巡洋艦史』株式会社海人社〈2010年1月号増刊（通算第718号）〉、2009年12月。
- ジョン・ジョーダン『戦艦　AN ILLUSTRATED GUIDE TO BATTLESHIPS AND BATTLECRUISERS』石橋孝夫(訳)、株式会社ホビージャパン〈イラストレイテッド・ガイド6〉、1988年11月。ISBN 4-938461-35-8。
- 太平洋戦争研究会、岡田幸和、谷井建三(イラストレーション)『ビッグマンスペシャル　世界の戦艦　〔 大艦巨砲編 〕　THE BATTLESHIPS OF WORLD WAR II』世界文化社、1998年11月。ISBN 4-418-98140-3。
- 太平洋戦争研究会、岡田幸和、瀬名堯彦、谷井建三(イラストレーション)『ビッグマンスペシャル　世界の戦艦　〔 弩級戦艦編 〕　BATTLESHIPS OF DREADNOUGHTS AGE』世界文化社、1999年3月。ISBN 4-418-99101-8。
- 中山定義「一海軍士官の回想」(毎日新聞社)
- 福井静夫 著、阿部安雄、戸高一成 編『福井静夫著作集 ― 軍艦七十五年回想第一巻 日本戦艦物語〔Ⅰ〕』光人社、1992年5月。ISBN 4-7698-0607-8。
- 福井静夫 著、阿部安雄、戸高一成 編『新装版　福井静夫著作集 ― 軍艦七十五年回想第三巻 世界空母物語』光人社、2008年8月。ISBN 978-4-7698-1393-4。
- 福井静夫 著「日本人が買った最後の戦艦 ― 旧チリ戦艦アルミランテ・ラトーレ」、阿部安雄、戸高一成 編『新装版　福井静夫著作集 ― 軍艦七十五年回想第六巻 世界戦艦物語』光人社、2009年3月。ISBN 978-4-7698-1426-9。
- ドナルド・マッキンタイヤー『空母　日米機動部隊の激突』寺井義守 訳、株式会社サンケイ出版〈第二次世界大戦文庫23〉、1985年10月。ISBN 4-383-02415-7。
- 月間雑誌「丸」編集部編『丸季刊　全特集　写真集　世界の戦艦　仏伊ソ、ほか10ヶ国の戦艦のすべて　THE　MARU GRAPHIC　SUMMER 1977』株式会社潮書房〈丸　Graphic・Quarterly　第29号〉、1977年7月。
- ミリタリー・クラシックス編集部、執筆（松代守弘、瀬戸利春、福田誠、伊藤龍太郎）、図面作成（田村紀雄、こがしゅうと、多田圭一）「第五章　ソ連、南米3カ国、トルコ、ギリシャの戦艦」『第二次大戦 世界の戦艦』イカロス出版〈ミリタリー選書6〉、2005年9月。ISBN 4-87149-719-4。

- 国立国会図書館デジタルコレクション - 国立国会図書館
  - 伊藤正徳「第二篇　ジュットランド海戰の研究」『世界大海戰史考』日本電報通信社出版部、1944年9月。
  - 海軍協会『軍艦写真帖』海軍協会、1927年5月。
  - 鹿島萩麿『ジユツトランド海戦史論. 別封(付圖)』神田嘉穂、1934年3月。
  - ジェリコー著(他)『英国大艦隊』水交社、1920年11月。
  - 水交社(編)『大戦中ノ独大海艦隊』水交社、1922年6月。
  - 世界軍備研究会(編)『世界海軍大写真帖』帝国軍備研究社、1935年6月。